# Lussazione delle falangi
Con il termine lussazione delle falangi ci si riferisce alla fuoriuscita, ovvero allo spostamento permanente delle superfici articolari delle articolazioni falangee, più spesso quelle della mano e più raramente anche del piede. Molto spesso la lussazione di un'articolazione falangea si accompagna a lesioni ed interessamento delle strutture e dei tessuti molli adiacenti. Queste lesioni sono estremamente comuni in coloro che praticano sport, ed in particolare in quelle attività sportive che prevedono contatti anomali con il pallone, con o senza contrasto con un avversario. La lussazione dell'articolazione interfalangea prossimale, ad esempio, che spesso si associa a lesioni capsulo-legamentose e/o rottura dell'apparato estensore, si verifica con relativa facilità in sport come la pallavolo, la pallacanestro e la pallanuoto.

## Segni e sintomi
- Dolore localizzato
- Deformità articolare
- Impossibilità al movimento dell'articolazione
- Riduzione o perdita della sensibilità
- Instabilità dell'articolazione (in presenza di una lesione legamentosa)

Il medico deve sempre attentamente valutare la mano per determinare il punto di massima dolorabilità e soprattutto per valutare la stabilità dell'articolazione. La stabilità si determina esercitando delle sollecitazioni in senso radiale o ulnare.

## Diagnosi

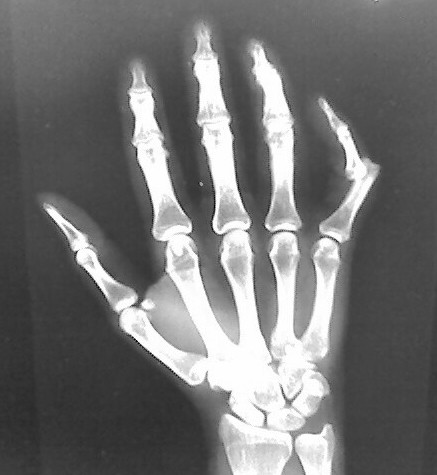
Immagine radiografica di una lussazione di mignolo della mano destra

La diagnosi può essere semplicemente clinica ma può essere completata dal ricorso alla diagnostica per immagini.
- Radiografia base: deve comprendere le proiezioni laterale, antero-posteriore e, se necessario, anche obliqua della mano. Il confronto permette un'adeguata valutazione dei rapporti ossei ed articolari.
- Radiografie in stress: sono indicate in alcuni casi particolari, specialmente quando si sospettino lesioni legamentose.
- Artrografia: questo esame comprende l'esecuzione di una radiografia dopo aver inserito un mezzo di contrasto nell'articolazione interessata. È probabilmente l'esame più opportuno per identificare sia la natura che la sede precisa di un'eventuale lesione legamentosa.

## Complicanze
- Lesione dei legamenti collaterali (particolarmente nelle lussazioni laterali)
- Lesioni delle benderelle centrali
- Lesioni della placca volare
- Lesioni ossee

## Trattamento

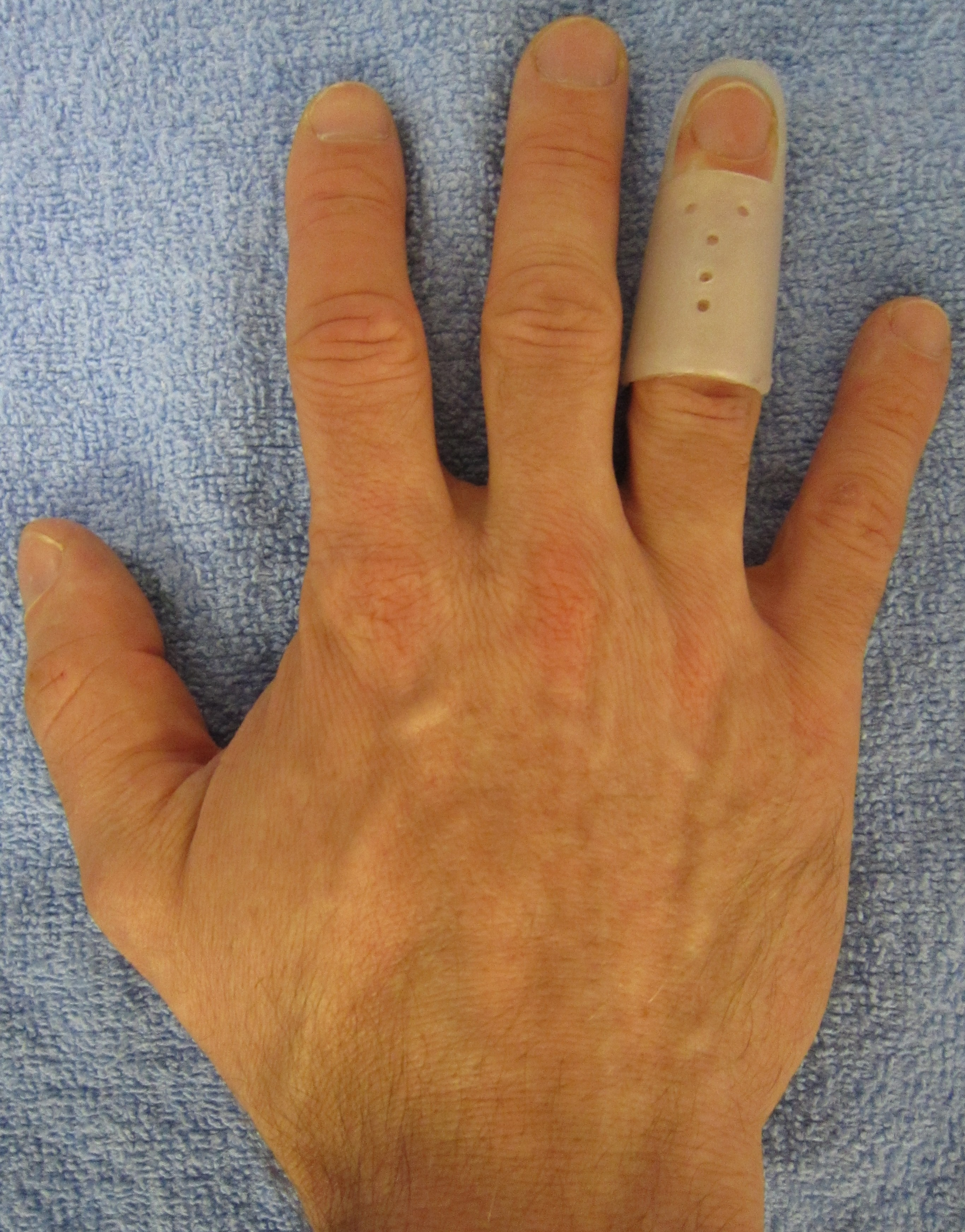
Esempio di uno splint applicato al 4° dito della mano destra

Nelle lussazioni non complicate è spesso sufficiente eseguire una riduzione a cielo chiuso, informando il paziente che è necessario osservare un adeguato periodo di riposo, applicare del ghiaccio e mantenere l'articolazione elevata al fine di favorire la riduzione dell'edema e della tumefazione.

La correzione dell'allineamento, la più anticipata possibile, e la protezione della zona lesa facilita la ripresa precoce del movimento articolare e massimizza il recupero funzionale.
In caso di dolore si può ricorrere all'assunzione di farmaci antinfiammatori non steroidei (FANS) o di analgesici. Il dosaggio, all'interno delle dosi massime consigliate, è necessariamente individualizzato.
Il paziente deve essere informato della necessità di una assoluta immobilizzazione dell'articolazione al fine di conseguire la guarigione completa e la stabilità.
Nelle lesioni legamentose è assolutamente necessario immobilizzare la parte ricorrendo alla cerottatura, molto valida in caso di lesioni dei legamenti collaterali, od alla applicazione di uno splint, in caso di lesione della placca volare o palmare.

In caso di rottura delle benderelle centrali il paziente deve essere immobilizzato in estensione nell'articolazione colpita. Successivamente si può dover ricorrere ad una serie di gessi.

Nei casi più gravi, e cioè di fronte ad una lussazione aperta od irriducibile, può essere necessario provvedere ad un intervento chirurgico.

### Terapia fisica e riabilitatoria
Una volta raggiunto l'obiettivo della stabilità dell'articolazione, è necessario programmare ed iniziare esercizi progressivi riabilitatori, sia passivi che attivi.